# Château de Hauteville (Haute-Savoie)
Pour les articles homonymes, voir Château de Hauteville.
Le château de Hauteville, Alteville) est un ancien château comtal, du début du XIIe siècle, aujourd'hui disparu, qui se dressait sur la commune de Hauteville-sur-Fier dans le département de la Haute-Savoie, en région Auvergne-Rhône-Alpes.

## Situation

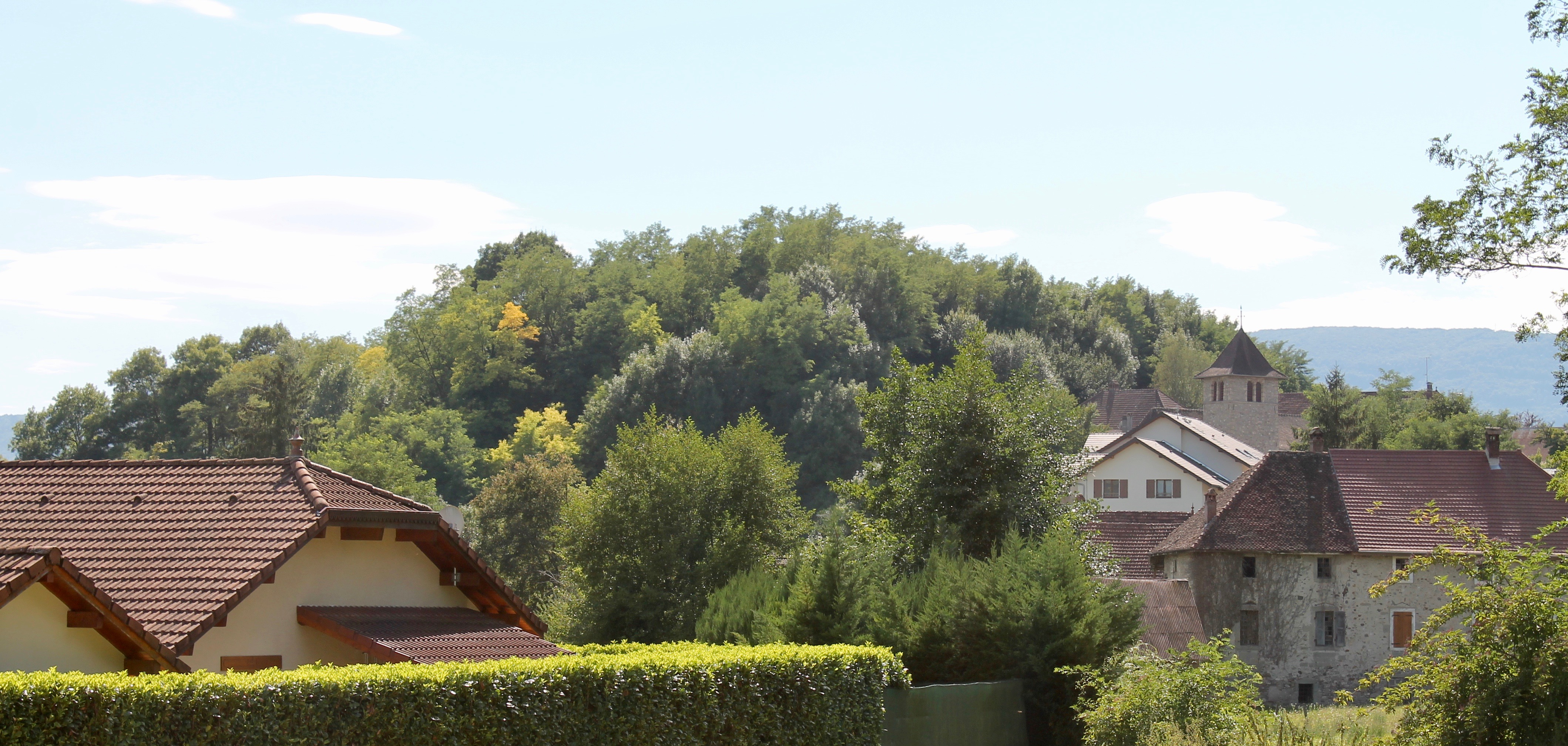
Promontoire sur lequel se situent les ruines du château de Hauteville.

Le château Hauteville, situé en Albanais, était installé sur un promontoire (altitude de 385 mètres), dominant la rive droite du Fier,,. Il permettait au comte de Genève de contrôler la route entre Annecy et Chambéry en comté de Savoie, via le château et le bourg fortifié de Rumilly,. Il surveille ainsi le gué, puis un pont, permettant de franchir le torrent,. La position permet également de contrôler la plaine s'étalant vers Rumilly, située à une lieue,.
Le bourg possède un second château, celui des seigneurs de Hauteville, un prieuré clunisien, dès 1135, et un hôpital, pour les voyageurs appartenant à l'ordre des Hospitaliers, installé vers 1227,.

## Historique
Le château de Hauteville (castro de Alta villa est mentionné dès 1178,,. À cette date, le comte de Genève prête hommage pour le château à l'abbaye Saint-Maurice d'Agaune,,. Il semble que l'autre moitié du domaine appartienne à la famille de Hauteville. Des membres de cette famille obtiennent au XIIIe siècle la charge de vidomne de Genève. Ils sont qualifiés de seigneurs de Hauteville en 1237.
En 1282, la région est en guerre, opposant le comte Philippe de Savoie à l'héritière du Faucigny, Béatrice de Faucigny, et dans laquelle le comte de Genève joue également un rôle majeur. Un traité est signé en juin 1282, à Versoix, entre la Dauphine Béatrice, dame de Faucigny, son fils Jean Dauphin, le comte Amédée II de Genève et Robert, évêque de Genève. Par ce traité, la Grande Dauphine restitue au comte de Genève les châteaux que son père, Pierre de Savoie, avait reçu à titre de gagerie. Elle et son fils « concèdent tous leurs droits et fiefs sur les châteaux et mandements de Hauteville (de Alta villa) et de Cessens », précisant pour Hauteville, in castro et burgo.
Le château, situé sur les marges du comté de Savoie et de Genève, est régulièrement un enjeu entre les deux grandes maisons de Savoie et de Genève. En 1297, les deux comtes signent un traité de paix et marient leurs enfants, Guillaume de Genève et Agnès de Savoie. Par cet accord, le comte de Savoie donne « 10 000 livres tournois de dot et le château de La Corbière à charge d'hommage et sous condition que le comte de Genève empêchât toute attaque » et celui de Genève apporte « 4 000 livres et le pont devant le château à son fils, avec les châteaux de Rumilly en Abanais, Hauteville, Alby, Charousse comme garantie » ainsi que d'autres gages,,. Le bailli du Chablais et de Genevois, Rodolphe de Montmayeur, inspecte dans sa tournée le château en 1303. 
Au début du XIVe siècle, le comte Amédée II de Genève prévoit dans son testament que son épouse, Agnès de Châlons, reçoit l'usufruit des châteaux et châtellenies d'Annecy, Clermont, Chaumont, La Bâtie et La Balme de Sillingy, ainsi qu'une dot de 5 000 livres tournois, garantie par les possessions de Cruseilles et de Hauteville,,. Lors du traité de paix, signé à Saint-Georges-d'Espéranche, entre le comte de Genève et le comte de Savoie, Guillaume III de Genève, reconnaît la suzeraineté du comte de Savoie pour le château,. Le château est remis à Agnès de Châlons en 1311.
Dans la première moitié du XVIIIe siècle, le château semble ruiné. Au début des années 1950, l'archéologue suisse, Louis Blondel décrit le site comme « recouverts de lierre et envahies par les buissons ».

## Description
Pour l'archéologue suisse, Louis Blondel, « il faut se représenter cette localité, non comme un vrai bourg avec franchises, mais comme un enclos ou plain-château comprenant deux châteaux, des maisons nobles avec dépendances et une église »,.
La chapelle du château (capella castri) est dédiée à saint Nicolas, tandis que celle de l'hôpital est dédiée à saint Chistrophe, tous deux patrons des voyageurs. Ces patronages sont à mettre en lien avec le passage du Fier à cet endroit.

## Propriétaires
Possessions de l'abbaye Saint-Maurice d'Agaune, le château et la seigneurie deviennent une possession des comtes de Genève au début du XIIe siècle. Ces derniers l'inféodent aux Hauteville. En 1338, le mandement est inféodé à Nicod de Hauteville par le comte Amédée III de Genève, puis, en 1395, aux Dufrenoy (Du Fresnoy), héritiers de Béatrice de Châtillon et de Humbert de Châtillon, coseigneurs de Hauteville. Ils prêtent hommage pour le château en 1442 et le restent propriétaires jusqu'en 1467, où il passe aux Montluel, puis par mariage à François de Grolée, en 1570,. La seigneurie est en partie vendue en 1602 aux d'Asnières, puis passe par mariage aux Gantelet,. L'autre partie passe en 1609 aux Mouxy, puis aux Chabod dix ans plus tard,.
Au cours des siècles suivants, d'autres familles obtiennent le fief, les Montfalcon de Rogles, les Lambert de Soirier,.

## Châtellenie de Hauteville
Le château de Hauteville est le siège d'une châtellenie, dit aussi mandement (mandamentum). Pour les auteurs de l'Histoire des communes savoyardes (1981), elle devait trouver « son origine d'un ancien domaine royal donné à l'abbaye Saint-Maurice d'Agaune au cours du haut Moyen Âge »,.
Elle entre en partie dans le domaine de la maison de Genève au début du XIIe siècle. Il s’agit plus particulièrement d’une châtellenie comtale, relevant directement du comte de Genève, avant de ne devenir qu'une châtellenie seigneuriale au XIVe siècle, donnée à la famille de Hauteville. Le châtelain est un « [officier], nommé pour une durée définie, révocable et amovible »,. Il est chargé de la gestion de la châtellenie, il perçoit les revenus fiscaux du domaine, et il s'occupe de l'entretien du château.
Les châtelains connus sont :
- 1288 : Rodolphe de Pontverre[ReG 6]